# أسفر ملواشة
أسفر ملواشة هو أحد الكتب عند المندائية التي تختص بالبروج لمعرفة حوادث السنة المقبلة عن طريق علم الفلك والتنجيم.
قد يكون هذا الكتاب مُترجماً من اليونانّية والفارسيّة والبهلويّة ، كما أنه قد يكون من بقايا الكتب البابليّة القديمة مع إضافات جديدة له في هذا الباب ، وقد يكون من مخلّفات الصابئة المندائيين القدامى. يحتوي الكتاب على :
1- طوالع الرجال بالنسبة للأبراج .
2- طوالع النساء بالنسبة للأبراج .
3- كتاب مواقع الكواكب بالنسبة للرجال .
4- كتاب مواقع الكواكب بالنسبة للنساء .
5- الأحداث التي تقع للإنسان في كلِّ يومٍ من أيام الشهر القمري ، وماذا تعني .
6- حوادث الـجن بالنسبة لأيام الشهر .
7- طرد الجن من جسمِ الإنسان .
8- أهميّة المرض بالنسبة لأيام الإسبوع ، مع كتابة سورالدعاء للمريض
9- - حساب رأس السنة ، وطوالع الأيام .
10- الأقاليم بالنسبة للبروج .
11- ظهور قوس قزح ، وما يحدثُ من جرّائه .
12- الزلزال وما يحدث من جرائه .
13-الثلج والبَرد والجليد ، وما يحدث من سقوطها .
14- ظهور ضوء القمر أحمر أو إنتشار غبار أحمر في السماء ، وماذا يعني .
15- أيام المرض والمرضى
17- يوم رؤية الهلال .
18- البرق والرعد وشدتهما .
19- نزول البرد والطَّل .
20- قوس مقزح ،مرة ثانية .
21- أول السنة بالنسبة للحساب الرومي .